# Сероне (Фрозиноне)
Сероне (итал. Serrone) је насеље у Италији у округу Фрозиноне, региону Лацио.
Према процени из 2011. у насељу је живело 658 становника. Насеље се налази на надморској висини од 689 м.

## Становништво
Према резултатима пописа становништва 2011. у општини је живело 3.069 становника.
| 1931. | 1936. | 1951. | 1961. | 1971. | 1981. | 1991. | 2001. | 2011. |
| ----- | ----- | ----- | ----- | ----- | ----- | ----- | ----- | ----- |
| 2.571 | 2.707 | 2.808 | 2.482 | 2.372 | 2.751 | 2.887 | 2.943 | 3.069 |